# Euro Truck Simulator 2
Euro Truck Simulator 2 (også kendt som ETS2) er et simulationsspil som går ud på at køre lastbil. Spillet blev udviklet og udgivet af SCS Software til Microsoft Windows, Linux og Mac OS X og blev oprindeligt udgivet den 19. oktober 2012. Spillet er en direkte efterfølger til det oprindelige Euro Truck Simulator fra 2008, og er det andet spil i Euro Truck Simulator-serien. Spilleren kan køre flere forskellige gennem en mindre del af Europa, samt hente last fra forskellige steder og aflevere det. Når man er kommet længere i spillet bliver det muligt for spilleren at købe flere lastbiler, lastbilgarager og ansætte lastbilchauffører. Spillet har solgt mere end 3,5 millioner eksemplarer fra december 2015.

## Instruktion
Til at starte med vælger spilleren hvor ens hovedkvarter skal være, i en by. Efter det kan spilleren valgfrit vælge en tutorial. Derefter kan spilleren kun vælge det som kaldes "Hurtige job" - disse job går ud på, at man bruger en brugt lastbil fra firmaet man kører for, samt får en lavere løn end hvis man havde sin egen lastbil. Brændstof, vejafgifter, færgeoverfarter, m.m. bliver betalt af firmaets chef. I takt med at spilleren tjener penge, eller låner i banken, kan man købe sin egen lastbil, anskaffe en garage og starte med at tjene flere penge ved at levere last med sin egen lastbil. De penge som tjenes i spillet kan blive brugt på at opgradere, udsmykke eller købe nye lastbiler, ansætte NPC-lastbilchauffører for at kunne klare flere jobs, købe flere garager og udvide garagerne for at gøre det muligt at håndtere flere lastbiler og chauffører.
Spilleren får erfaringspoint efter en leverings gennemførelse. For at komme op i niveau skal der x antal erfaringspoint til. Når spilleren kommer op i niveau bliver der uddelt et færdigheds point. Disse færdigheds point kan blive brugt til at låse op for muligheden for at køre med ADR-last, langdistanceleveringer, værdifulde gods, skrøbeligt gods, hastefragt, og miljøvenlig kørsel. Efter valget af fremgangsmåderne bliver spillet sværere og mere indbringende.
Spillet byder på 133 byer og 13 havne i 16 forskellige lande. Lige nu er der 285 forskellige laste og 148 firmaer at hente fra.

## Udvikling
Spillet blev oprindeligt kun udgivet til Windows, men i marts 2013 udmeldte SCS, at de var i gang med at udvikle en version til Mac. En måned senere udgav de en Linux betaversion af spillet gennem Steam. Den 27. februar skrev de at "Mac OS X versionen af ETS2 tager længere tid end forventet, men stol på os, vi arbejder stadigvæk meget hårdt på det." Den 19. december 2014 blev det endeligt udmeldt at Mac-versionen var klar til at blive beta-testet via Steam. Den 21. januar 2015 blev en 64-bit version af Euro Truck Simulator udgivet, hvilket gjorde det muligt at mere hukommelse blev dedikeret til spillet.

Anden version indeholdte to nye lastbilfabrikanter, Scania og Renault, og MAN som også var der i det gamle spil. Lastbiler fra DAF, Iveco, Mercedes-Benz og Volvo var spillet oprindeligt ikke berettiget til at have med, og skiftede derfor navne til DAV, Ivedo, Majestic og Valiant (henholdsvis). I senere versioner indeholdte spillet de rigtige navne for DAF XF, Volvo FH, Iveco Stralis og Mercedes-Benz Actros.
I juli 2013 blev en stor opdatering udgivet, hvilket rettede flere forskellige grafiske fejl, forbedrede afgiftssystemet og tillod spilleren at fravælge lastbilens hastighedsbegrænser inde i spil-indstillingerne.
I oktober 2013 meddelte SCS at de nu understøtter Oculus Rift, hvilket blev muligt i 1.9 betaen fra marts 2014.
I maj 2014 blev ETS2 opdateret til version 1.10. I juli 2014 blev en ny version af ETS2 udgivet som var version 1.11 på Steam. Den fulde version indeholder tre nye byer i Østrig og Italien, sammen med et forbedret layout og UI, en ny måde hvorpå du kan justere dit sæde i lastbilens kabine og en ny mulighed for at kunne sælge og bytte dine garager. I januar 2015 blev ETS2 opdateret med fuld understøttelse af 64-bit samt en officiel udgivelse af OS X-versionen. Den 8. september 2015 fejrede SCS deres femte år på deres gamle blog, og meddelte en ny funktion i version 1.21 Cabin Accessories DLC.

## Hentbart indhold

### Going East!
I januar 2013 annoncerede SCS Software en DLC, Going East!, hvilket udvidede spillets bane til Østeuropa. DLC'en indeholdte tretten helt nye byer i Polen, Slovakiet, Tjekkiet og Ungarn og blev udgivet i september 2013. I juli 2015 (version 1.19) fik Ungarn to nye byer: Pécs og Szeged samt veje i Østrig og Ungarn.

### Paint job themes
Et sæt lakeringer for lastbiler med Halloween-tema blev udgivet på Valve's Steam butik den 24. oktober 2013. Den 10. december 2013 blev et endnu et lastbilslakeringsæt udgivet, denne gang med vinter-tema. Disse temaer kan anvendes på enhver lastbil i spillet.

### High Power Cargo Pack
High Power Cargo Pack DLC tilføjede flere typer last til spillet. De nye lasttyper er oftest bredere, længere og tungere og har helikoptere, forskellige traktorer og store boremaskiner, klimaanlæg og endda yachter.

### Scandinavia
Den 7. maj 2015 udgav SCS en anden DLC (geografisk ligesom Going East!) kaldt Scandinavia DLC. Som navnet antyder medfølger der i denne DLC lande fra Skandinavien, navnlig Danmark, Norge og Sverige. DLC'en indeholder også to nye typer last: én med dyr og én med lastbiler. Den sidstnævnte kan blive hentet ved Volvo Trucks' og Scania's fabrikker i Sverige, som også er blevet rekonstrueret i spillet.

### Cabin Accessories
Cabin Accessories DLC'en tilføjet flere forskellige ting i lastbilens kabine som man kan tilpasse, såsom bannere, vimpler, bobbleheads, transportable navigationssystemer og endda dinglende terninger som vil reagere på lastbilens bevægelser. Den blev udgivet den 30. september 2015.

### Mods
Et stort udvalg af mods kan blive downloadet til Euro Truck Simulator 2, mange af disse hjælper spillet med at få mere indhold, banestørrelse samt popularitet. Populære banemods er ProMods, som lige nu har moddeleret lande som Danmark, Sverige, Norge, Frankrig, Estland, Island, Skotland, Romanien, Ukraine, Letland, Spanien med flere. Dette hold planlægger en dag at have hele det Europæiske kontinent dækket. Et andet populært mod er TSM (TruckSim Map) som har Italien, Spanien, Portugal, Grækenland og Nordafrika. Der er også Poland Rebuilding, et projekt som sigter efter at få Polen til at være mere realistisk, og slog sig sammen med ProMods 2.0 efter dens udgivelser. Der er også RusMap, et projekt som indeholder Hviderusland og Rusland. Der er også et tredjeparts multiplayermod, som på nuværende tidspunkt blot er i open-alpha-status, som tillader ETS2-spillere fra hele verden at spille med hinanden i samme verden. Dette multiplayermod kaldet ETS2MP har seks serverer, tre i Europa, én i Nordamerika, én i Asien og én i Sydamerika.
Nogle mods tillader spilleren at køre biler som Jeep Grand Cherokee SRT8, Audi S4, BMW X5 og X6 eller forbedret AI-trafik med forskellige biler.

### Steam Workshop Integration
I 1.23-betaen blev Valve's Steam Workshop integreret i spillet, hvilket tillod at skabere kunne uploade diverse værker til Euro Truck Simulator 2 Steam Workshop Arkiveret 30. marts 2016 hos  Wayback Machine-siden. På denne måde vil spilleren kunne downloade enhver ting til Euro Truck Simulator ved ét klik. Dem som laver mods bruger et værktøj kaldt SCS Workshop Uploader Arkiveret 8. april 2016 hos  Wayback Machine til at få deres mods op på Workshop Siden.

### Vive la France
Den 18. februar 2016 blev det annonceret at man var i gang med at lave France DLC. Den vil dække resten af Frankrig, idet den originale bane kun indeholdte den nordlige del af Frankrig.

### Iberia
Den 19. december 2019 blev det annonceret at Den iberiske halvø bliver den næste DLC. Udvidelsen indeholder Spanien og Portugal. Det var meningen at Iberia skulle være ude i December 2020, men pga. Covid-19 havde det sløvet udviklingen af spillet. I stedet vil Iberia blive udgivet inden for de første 3 måneder af 2021. Iberia blev udgivet 8. april 2021